# Åsane Fotball 2020
Questa voce raccoglie le informazioni riguardanti l'Åsane Fotball nelle competizioni ufficiali della stagione 2020.

## Stagione
In seguito della promozione arrivata al termine del campionato 2019, l'Åsane è tornato in 1. divisjon.
A causa della pandemia di COVID-19, il 12 marzo 2020 è stato reso noto che la Norges Fotballforbund aveva inizialmente rinviato l'inizio dell'attività calcistica al 15 aprile. A seguito della decisione del ministero della cultura di vietare la ripresa delle attività fino al 15 giugno, i calendari del campionato sono stati ancora rimodulati. Il 19 maggio, il ministro della cultura Abid Raja ha confermato che la 1. divisjon sarebbe ricominciata la prima settimana di luglio. Il 12 giugno, Raja ha reso noto che sarebbe stata permessa una capienza massima di 200 spettatori. Dal 30 settembre, la capienza è stata aumentata a 600 spettatori, negli impianti dove potesse essere garantita la distanza interpersonale.
Il 10 settembre 2020, la Norges Fotballforbund – dopo diversi rinvii – ha dovuto annullare l'edizione stagionale del Norgesmesterskapet, a causa dell'impossibilità di disputare tutte le partite previste a causa della condensazione del calendario del campionato. Anche il calciomercato è stato organizzato quindi diversamente, con una sessione estiva e una autunnale.
L'Åsane ha chiuso la stagione al 5º posto finale, accedendo così alle qualificazioni all'Eliteserien: in gara 2, la squadra è stata però sconfitta dal Ranheim, rimanendo pertanto in 1. divisjon. Kristoffer Valsvik è stato il calciatore più utilizzato in stagione, a quota 32 presenze complessive. Henrik Udahl è stato il miglior marcatore della squadra, con 19 reti: è stato il capocannoniere del campionato.

## Maglie e sponsor
Lo sponsor tecnico per la stagione 2020 è stato Macron, mentre lo sponsor ufficiale è stato Tertnes Holding. La divisa casalinga è composta da una maglietta arancione con inserti neri, pantaloncini e calzettoni neri. Quella da trasferta era invece composta da un completo bianco, con rifiniture nere.
| Casa | Trasferta |

## Rosa
| N. |                     | Ruolo | Calciatore         |
| -- | ------------------- | ----- | ------------------ |
| 1  | Norvegia (bandiera) | P     | Eirik Østgaard     |
| 2  | Norvegia (bandiera) | D     | Martin Ueland      |
| 3  | Norvegia (bandiera) | D     | Eirik Wollen Steen |
| 4  | Norvegia (bandiera) | D     | Jonas Vågen        |
| 5  | Norvegia (bandiera) | D     | Sindre Austevoll   |
| 7  | Norvegia (bandiera) | A     | Kristoffer Stava   |
| 8  | Norvegia (bandiera) | C     | Kristoffer Valsvik |
| 9  | Norvegia (bandiera) | A     | Henrik Udahl       |
| 10 | Eritrea (bandiera)  | C     | Senai Hagos        |
| 11 | Norvegia (bandiera) | A     | Joakim Hammersland |
| 12 | Norvegia (bandiera) | D     | David Møller Wolfe |
| 13 | Norvegia (bandiera) | P     | Thomas Hille       |
| 14 | Norvegia (bandiera) | C     | Jonas Fredriksen   |
| 15 | Norvegia (bandiera) | D     | Emil Kalsaas       |

| N. |                      | Ruolo | Calciatore           |
| -- | -------------------- | ----- | -------------------- |
| 16 | Norvegia (bandiera)  | C     | Didrik Fredriksen    |
| 17 | Norvegia (bandiera)  | D     | Ole Didrik Blomberg  |
| 18 | Norvegia (bandiera)  | C     | Ole Kallevåg         |
| 19 | Norvegia (bandiera)  | C     | Simen Lassen         |
| 20 | Norvegia (bandiera)  | C     | Stian Nygard         |
| 21 | Norvegia (bandiera)  | A     | Håkon Lorentzen      |
| 22 | Norvegia (bandiera)  | A     | Joel Mugisha Mvuka   |
| 23 | Norvegia (bandiera)  | D     | Viljar Birkeland     |
| 24 | Norvegia (bandiera)  | D     | Sigurd Kvile         |
| 25 | Norvegia (bandiera)  | D     | Kristoffer Bidne     |
| 29 | Norvegia (bandiera)  | C     | Harald Nilsen Tangen |
| 30 | Norvegia (bandiera)  | D     | Elias Rognstad Brox  |
| 91 | Norvegia (bandiera)  | A     | Kristoffer Larsen    |
| 96 | Danimarca (bandiera) | P     | Mark Jensen          |

## Calciomercato

### Sessione invernale(dal 09/01 al 01/04)
| Arrivi | Arrivi           | Arrivi | Arrivi     |
| R.     | Nome             | da     | Modalità   |
| ------ | ---------------- | ------ | ---------- |
| D      | Sindre Austevoll |        | svincolato |
| D      | Kristoffer Bidne | Sotra  | definitivo |
| D      | Emil Kalsaas     | Brann  | prestito   |
| C      | Ole Kallevåg     | Stord  | definitivo |

| Partenze | Partenze             | Partenze    | Partenze   |
| R.       | Nome                 | a           | Modalità   |
| -------- | -------------------- | ----------- | ---------- |
| P        | Andreas Søreide      |             | ritiro     |
| D        | Simen Hopsdal        |             | svincolato |
| D        | Ole Martin Kolskogen | Brann       | definitivo |
| C        | Stefan Aase          | Lysekloster | definitivo |
| A        | Kasper Nissen        |             | svincolato |

### Sessione estiva(dal 10/06 al 30/06)
| Arrivi | Arrivi            | Arrivi | Arrivi     |
| R.     | Nome              | da     | Modalità   |
| ------ | ----------------- | ------ | ---------- |
| A      | Kristoffer Larsen |        | svincolato |

| Partenze | Partenze     | Partenze | Partenze |
| R.       | Nome         | a        | Modalità |
| -------- | ------------ | -------- | -------- |
| C        | Ole Kallevåg | Sotra    | prestito |

### Tra la sessione estiva e la sessione autunnale
| Arrivi | Arrivi               | Arrivi | Arrivi   |
| R.     | Nome                 | da     | Modalità |
| ------ | -------------------- | ------ | -------- |
| D      | David Møller Wolfe   | Brann  | prestito |
| C      | Harald Nilsen Tangen | Viking | prestito |

| Partenze | Partenze | Partenze | Partenze |
| R.       | Nome     | a        | Modalità |
| -------- | -------- | -------- | -------- |

### Sessione autunnale(dall'08/09 al 05/10)
| Arrivi | Arrivi       | Arrivi       | Arrivi     |
| R.     | Nome         | da           | Modalità   |
| ------ | ------------ | ------------ | ---------- |
| P      | Mark Jensen  | Florø        | definitivo |
| D      | Sigurd Kvile | Sarpsborg 08 | definitivo |

| Partenze | Partenze            | Partenze | Partenze   |
| R.       | Nome                | a        | Modalità   |
| -------- | ------------------- | -------- | ---------- |
| D        | Kristoffer Bidne    | Øygarden | definitivo |
| D        | Ole Didrik Blomberg | Brann    | definitivo |
| A        | Kristoffer Stava    | Øygarden | prestito   |

## Risultati

### 1. divisjon

#### Girone di andata
| Arbitro: | Tennøy |

|           |           |                                         |
| Hagos 30’ | Marcatori | 8’ Kupen 54’ Ndour 59’ Eid 69’ A. Hoven |

| Arbitro: | Hauge |

|  |           |                            |
|  | Marcatori | 68’ Hagos 90’ (rig.) Udahl |

| Arbitro: | Bodding |

|  |           |                                   |
|  | Marcatori | 18’ Tønne 32’, 72’ Sollie Rønning |

| Arbitro: | Berg |

|  |           |                                     |
|  | Marcatori | 36’ (rig.), 78’ Udahl 62’ Lorentzen |

| Arbitro: | Bodding |

|                                                              |           |             |
| Larsen 53’ Melgalvis Andreassen 75’ (aut.) D. Fredriksen 90’ | Marcatori | 2’ Kallevåg |

| Oslo 31 luglio 2020, ore 18:00 6ª giornata | KFUM Oslo        | 0 – 0 referto | Åsane | KFUM Arena (200 spett.)\| Arbitro: \| S. Røvig Sletner \| |
| Arbitro:                                   | S. Røvig Sletner |               |       |                                                           |

| Arbitro: | Tennøy |

|  |           |            |
|  | Marcatori | 89’ Opsahl |

| Arbitro: | Moen |

|  |           |                            |
|  | Marcatori | 15’, 42’ Udahl 80’ Kalsaas |

| Arbitro: | Lien |

|                           |           |                             |
| Lorentzen 87’ Valsvik 90’ | Marcatori | 31’ M. Pedersen 64’ Enkerud |

| Arbitro: | Higraff |

|                                   |           |              |
| Udahl 28’, 31’ Lorentzen 42’, 72’ | Marcatori | 53’ Kapidžić |

| Arbitro: | S. Røvig Sletner |

|                        |           |                              |
| Bransdal 5’ Stokke 14’ | Marcatori | 11’ (rig.), 54’ (rig.) Udahl |

| Arbitro: | Berg |

|              |           |                  |
| Blomberg 56’ | Marcatori | 49’ Elsebutangen |

| Arbitro: | Sinnes |

|                                           |           |          |
| Alm 30’ (rig.) Fandi 38’ G. Simenstad 90’ | Marcatori | 3’ Udahl |

| Arbitro: | Hauge |

|                                        |           |            |
| Lorentzen 14’, 34’, 48’, 59’ Udahl 54’ | Marcatori | 62’ Larsen |

| Arbitro: | Koløy |

|                           |           |                                                          |
| Marklund 55’ Andersen 57’ | Marcatori | 44’ Udahl 53’ Nilsen Tangen 59’ Larsen 68’ D. Fredriksen |

#### Girone di ritorno
| Arbitro: | Higraff |

|                                     |           |                     |
| Austevoll 41’ Valsvik 44’ Udahl 74’ | Marcatori | 34’ (rig.) Haugsdal |

| Arbitro: | Lien |

|                                              |           |                  |
| Tønne 34’ (rig.) Reginiussen 54’ Sørløkk 82’ | Marcatori | 79’ (rig.) Udahl |

| Arbitro: | Huru Kellerhals |

|  |           |                     |
|  | Marcatori | 60’ Belli Moldskred |

| Arbitro: | S. Røvig Sletner |

|                                                      |           |                                                |
| Espejord 21’, 46’ Ingebrigtsen 42’ Kitolano 44’, 45’ | Marcatori | 16’ Udahl 55’ Larsen 67’ Valsvik 90’ Lorentzen |

| Arbitro: | Berg |

|                            |           |                      |
| Nilsen Tangen 2’ Udahl 29’ | Marcatori | 90’ Kleven Lorentsen |

| Arbitro: | Higraff |

|            |           |               |
| Eriksen 3’ | Marcatori | 32’ Austevoll |

| Arbitro: | Bodding |

|               |           |          |
| Lorentzen 85’ | Marcatori | 55’ Njie |

| Arbitro: | Sinnes |

|             |           |                                             |
| Pereira 63’ | Marcatori | 7’ Nygard 20’, 87’ Valsvik 90’ Møller Wolfe |

| Arbitro: | Koløy |

|                  |           |                   |
| Enkerud 58’, 70’ | Marcatori | 82’ Nilsen Tangen |

| Arbitro: | H. Røvig Sletner |

|                                          |           |                   |
| Udahl 17’, 68’ Valsvik 56’ Lorentzen 63’ | Marcatori | 4’ Ødemarksbakken |

| Arbitro: | Huru Kellerhals |

|               |           |            |
| Haraldsson 8’ | Marcatori | 86’ Lassen |

| Arbitro: | Tennøy |

|                      |           |                        |
| Larsen 2’ Lassen 81’ | Marcatori | 12’ Laham 58’ Steiring |

| Arbitro: | H. Røvig Sletner |

|  |           |                       |
|  | Marcatori | 20’ Udahl 88’ Valsvik |

| Arbitro: | Hauge |

|                   |           |                                                   |
| Nilsen Tangen 74’ | Marcatori | 45’ (rig.), 53’ Kuruçay 68’ Nordås 72’ Renå Olsen |

| Arbitro: | Lien |

|                        |           |                              |
| Ndour 3’ Mannsverk 30’ | Marcatori | 62’ Nilsen Tangen 78’ Nygard |

#### Qualificazioni all'Eliteserien
| Arbitro: | Hansen (Feda) |

|                                |           |            |
| Lorentzen 36’, 88’ Valsvik 45’ | Marcatori | 24’ Ndiaye |

| Arbitro: | Eskås (Oslo) |

|                                               |           |                  |
| Sæter 20’ (rig.), 28’, 60’ Sollie Rønning 90’ | Marcatori | 52’ Wollen Steen |

## Statistiche

### Statistiche di squadra
| Competizione          | Punti | In casa | In casa | In casa | In casa | In casa | In casa | In trasferta | In trasferta | In trasferta | In trasferta | In trasferta | In trasferta | Totale | Totale | Totale | Totale | Totale | Totale | DR  |
| Competizione          | Punti | G       | V       | N       | P       | Gf      | Gs      | G            | V            | N            | P            | Gf           | Gs           | G      | V      | N      | P      | Gf     | Gs     | DR  |
| --------------------- | ----- | ------- | ------- | ------- | ------- | ------- | ------- | ------------ | ------------ | ------------ | ------------ | ------------ | ------------ | ------ | ------ | ------ | ------ | ------ | ------ | --- |
| 1. divisjon           | 45    | 15      | 6       | 4       | 5       | 29      | 26      | 15           | 6            | 5            | 4            | 31           | 22           | 30     | 12     | 9      | 9      | 60     | 48     | +12 |
| Qual. all'Eliteserien | -     | 1       | 1       | 0       | 0       | 3       | 1       | 1            | 0            | 0            | 1            | 1            | 4            | 2      | 1      | 0      | 1      | 4      | 5      | -1  |
| Totale                | -     | 16      | 7       | 4       | 5       | 32      | 27      | 16           | 6            | 5            | 5            | 32           | 26           | 32     | 13     | 9      | 10     | 64     | 53     | +11 |

### Andamento in campionato
| Giornata  | 1  | 2 | 3  | 4 | 5 | 6 | 7 | 8 | 9 | 10 | 11 | 12 | 13 | 14 | 15 | 16 | 17 | 18 | 19 | 20 | 21 | 22 | 23 | 24 | 25 | 26 | 27 | 28 | 29 | 30 |
| --------- | -- | - | -- | - | - | - | - | - | - | -- | -- | -- | -- | -- | -- | -- | -- | -- | -- | -- | -- | -- | -- | -- | -- | -- | -- | -- | -- | -- |
| Luogo     | C  | T | C  | T | C | T | C | T | C | C  | T  | C  | T  | C  | T  | C  | T  | C  | T  | C  | T  | C  | T  | T  | C  | T  | C  | T  | C  | T  |
| Risultato | P  | V | P  | V | V | N | P | V | N | V  | N  | N  | P  | V  | V  | V  | P  | P  | P  | V  | N  | N  | V  | P  | V  | N  | N  | V  | P  | N  |
| Posizione | 14 | 8 | 12 | 9 | 6 | 5 | 8 | 5 | 5 | 4  | 4  | 5  | 6  | 6  | 5  | 5  | 5  | 5  | 5  | 5  | 5  | 5  | 5  | 5  | 5  | 5  | 5  | 5  | 5  | 5  |

Fonte:  OBOS-ligaen 2020, su altomfotball.no, Altomfotball. URL consultato il 23 ottobre 2022 (archiviato dall'url originale il 23 ottobre 2022).
Legenda:

Luogo: C = Casa; T = Trasferta. Risultato: V = Vittoria; N = Pareggio; P = Sconfitta.

### Statistiche dei giocatori
| Giocatore        | 1. divisjon | 1. divisjon | 1. divisjon | 1. divisjon | Coppa nazionale | Coppa nazionale | Coppa nazionale | Coppa nazionale | Coppe europee | Coppe europee | Coppe europee | Coppe europee | Qual. all'Eliteserien | Qual. all'Eliteserien | Qual. all'Eliteserien | Qual. all'Eliteserien | Totale   | Totale | Totale      | Totale     |
| Giocatore        | Presenze    | Reti        | Ammonizioni | Espulsioni  | Presenze        | Reti            | Ammonizioni     | Espulsioni      | Presenze      | Reti          | Ammonizioni   | Espulsioni    | Presenze              | Reti                  | Ammonizioni           | Espulsioni            | Presenze | Reti   | Ammonizioni | Espulsioni |
| ---------------- | ----------- | ----------- | ----------- | ----------- | --------------- | --------------- | --------------- | --------------- | ------------- | ------------- | ------------- | ------------- | --------------------- | --------------------- | --------------------- | --------------------- | -------- | ------ | ----------- | ---------- |
| S. Austevoll     | 28          | 2           | 4           | 0           |                 |                 |                 |                 |               |               |               |               | 2                     | 0                     | 0                     | 0                     | 30       | 2      | 4           | 0          |
| K. Bidne         | 1           | 0           | 0           | 0           |                 |                 |                 |                 |               |               |               |               | -                     | -                     | -                     | -                     | 1        | 0      | 0           | 0          |
| V. Birkeland     | 0           | 0           | 0           | 0           |                 |                 |                 |                 |               |               |               |               | 0                     | 0                     | 0                     | 0                     | 0        | 0      | 0           | 0          |
| O. Blomberg      | 15          | 1           | 1           | 0           |                 |                 |                 |                 |               |               |               |               | -                     | -                     | -                     | -                     | 15       | 1      | 1           | 0          |
| D. Fredriksen    | 27          | 2           | 4           | 0           |                 |                 |                 |                 |               |               |               |               | 2                     | 0                     | 0                     | 0                     | 29       | 2      | 4           | 0          |
| J. Fredriksen    | 5           | 0           | 2           | 0           |                 |                 |                 |                 |               |               |               |               | 1                     | 0                     | 1                     | 0                     | 6        | 0      | 3           | 0          |
| S. Hagos         | 16          | 2           | 6           | 0           |                 |                 |                 |                 |               |               |               |               | 0                     | 0                     | 0                     | 0                     | 16       | 2      | 6           | 0          |
| J. Hammersland   | 16          | 0           | 1           | 0           |                 |                 |                 |                 |               |               |               |               | 0                     | 0                     | 0                     | 0                     | 16       | 0      | 1           | 0          |
| T. Hille         | 5           | -3          | 0           | 0           |                 |                 |                 |                 |               |               |               |               | 2                     | -5                    | 0                     | 0                     | 7        | -8     | 0           | 0          |
| M. Jensen        | 6           | -14         | 1           | 0           |                 |                 |                 |                 |               |               |               |               | 0                     | 0                     | 0                     | 0                     | 6        | -14    | 1           | 0          |
| O. Kallevåg      | 1           | 0           | 0           | 0           |                 |                 |                 |                 |               |               |               |               | -                     | -                     | -                     | -                     | 1        | 0      | 0           | 0          |
| E. Kalsaas       | 24          | 1           | 1           | 0           |                 |                 |                 |                 |               |               |               |               | 2                     | 0                     | 0                     | 0                     | 26       | 1      | 1           | 0          |
| S. Kvile         | 12          | 0           | 2           | 0           |                 |                 |                 |                 |               |               |               |               | 2                     | 0                     | 0                     | 0                     | 14       | 0      | 2           | 0          |
| K. Larsen        | 22          | 4           | 1           | 0           |                 |                 |                 |                 |               |               |               |               | 2                     | 0                     | 1                     | 0                     | 24       | 4      | 2           | 0          |
| S. Lassen        | 29          | 2           | 1           | 0           |                 |                 |                 |                 |               |               |               |               | 2                     | 0                     | 0                     | 0                     | 31       | 2      | 1           | 0          |
| H. Lorentzen     | 28          | 11          | 0           | 0           |                 |                 |                 |                 |               |               |               |               | 2                     | 2                     | 0                     | 0                     | 30       | 13     | 0           | 0          |
| J. Mugisha Mvuka | 6           | 0           | 0           | 0           |                 |                 |                 |                 |               |               |               |               | 1                     | 0                     | 0                     | 0                     | 7        | 0      | 0           | 0          |
| D. Møller Wolfe  | 25          | 1           | 3           | 0           |                 |                 |                 |                 |               |               |               |               | 2                     | 0                     | 0                     | 0                     | 27       | 1      | 3           | 0          |
| H. Nilsen Tangen | 17          | 5           | 1           | 0           |                 |                 |                 |                 |               |               |               |               | 2                     | 0                     | 1                     | 0                     | 19       | 5      | 2           | 0          |
| S. Nygard        | 17          | 2           | 0           | 0           |                 |                 |                 |                 |               |               |               |               | 2                     | 0                     | 0                     | 0                     | 19       | 2      | 0           | 0          |
| E. Østgaard      | 20          | -31         | 0           | 0           |                 |                 |                 |                 |               |               |               |               | 0                     | 0                     | 0                     | 0                     | 20       | -31    | 0           | 0          |
| E. Rognstad Brox | 1           | 0           | 0           | 0           |                 |                 |                 |                 |               |               |               |               | 0                     | 0                     | 0                     | 0                     | 1        | 0      | 0           | 0          |
| K. Stava         | 15          | 0           | 1           | 0           |                 |                 |                 |                 |               |               |               |               | -                     | -                     | -                     | -                     | 15       | 0      | 1           | 0          |
| H. Udahl         | 29          | 19          | 4           | 0           |                 |                 |                 |                 |               |               |               |               | 2                     | 0                     | 1                     | 0                     | 31       | 19     | 5           | 0          |
| M. Ueland        | 25          | 0           | 4           | 0           |                 |                 |                 |                 |               |               |               |               | 0                     | 0                     | 0                     | 0                     | 25       | 0      | 4           | 0          |
| J. Vågen         | 22          | 0           | 2           | 0           |                 |                 |                 |                 |               |               |               |               | 2                     | 0                     | 0                     | 0                     | 24       | 0      | 2           | 0          |
| K. Valsvik       | 30          | 7           | 3           | 0           |                 |                 |                 |                 |               |               |               |               | 2                     | 1                     | 0                     | 0                     | 32       | 8      | 3           | 0          |
| E. Wollen Steen  | 25          | 0           | 0           | 0           |                 |                 |                 |                 |               |               |               |               | 2                     | 1                     | 0                     | 0                     | 27       | 1      | 0           | 0          |